# Samantha Boscarino
Samantha Joann Boscarino (Ventura County, 26 december 1994) is een Amerikaans actrice en zangeres.
Boscarino maakt in 2008 haar debuut in de film The Clique, de film gaat over het gedrag van een kliek rijke gemene schoolmeisjes. Tyra Banks is mede-producent van die film. In 2009 is zij te zien in The Perfect Game.
In 2010 heeft ze een gastrol in de series Jonas L.A., True Jackson, VP en Parenthood en is zij gast bij de The Tyra Banks Show. Vanaf 2011 speelde zij 7 afleveringen als Skyler in de serie Good Luck Charlie en een gastrol in Wizards of Waverly Place en Bucket & Skinner's Epic Adventures. In 2012 maakt zij haar opwachting als Molly Garfunkel in How to Rock, die sitcom is pas in 2014 te zien in Nederland via Nickelodeon. In 2014 speelt zij mee in aflevering 8 van seizoen 12 van de serie NCIS.
Verder is zij panellid bij het kinderprogramma "Figure It Out" en speelde in de "televisiefilm "Zoe Gone" (2014).
Boscarino heeft een zus Lea en is goed bevriend met collega Bridgit Mendler.